# Leucochrysa (Leucochrysa) varia
Leucochrysa (Leucochrysa) varia is een insect uit de familie van de gaasvliegen (Chrysopidae), die tot de orde netvleugeligen (Neuroptera) behoort. 
Leucochrysa (Leucochrysa) varia is voor het eerst wetenschappelijk beschreven door Schneider in 1851.